# Arxius del Moviment Obrer
Els Arxius del Moviment Obrer (en castellà i oficialment Archivos del Movimiento Obrero) són un centre cultural, d'accés públic i gestió privada, dedicat a aglutinar els fons bibliogràfics i documentals de les fundacions Francisco Largo Caballero, Indalecio Prieto i Pablo Iglesias.

## Història

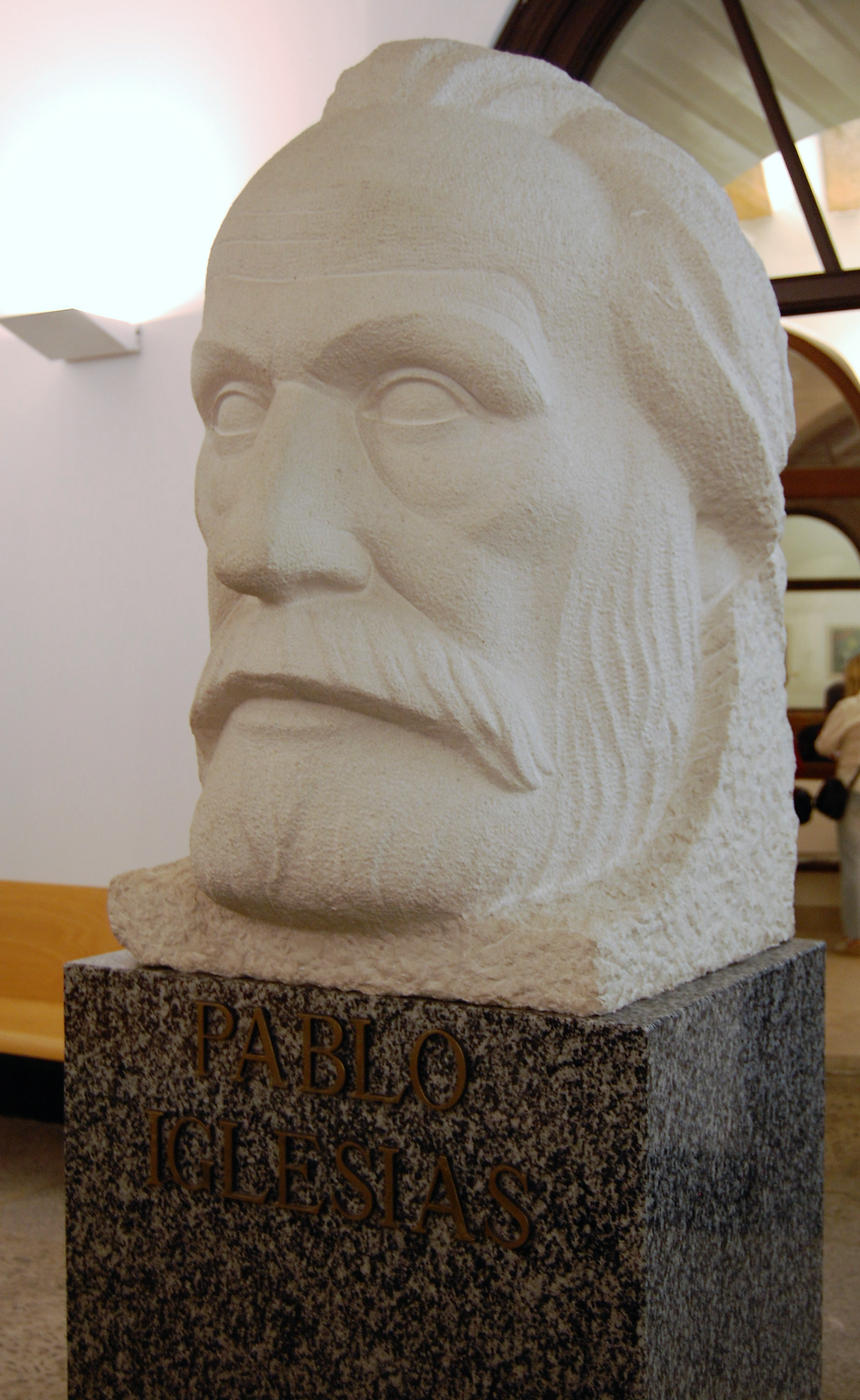
Bust de Pablo Iglesias (José Noja, 2001), rèplica de l'obra original d'Emiliano Barral.

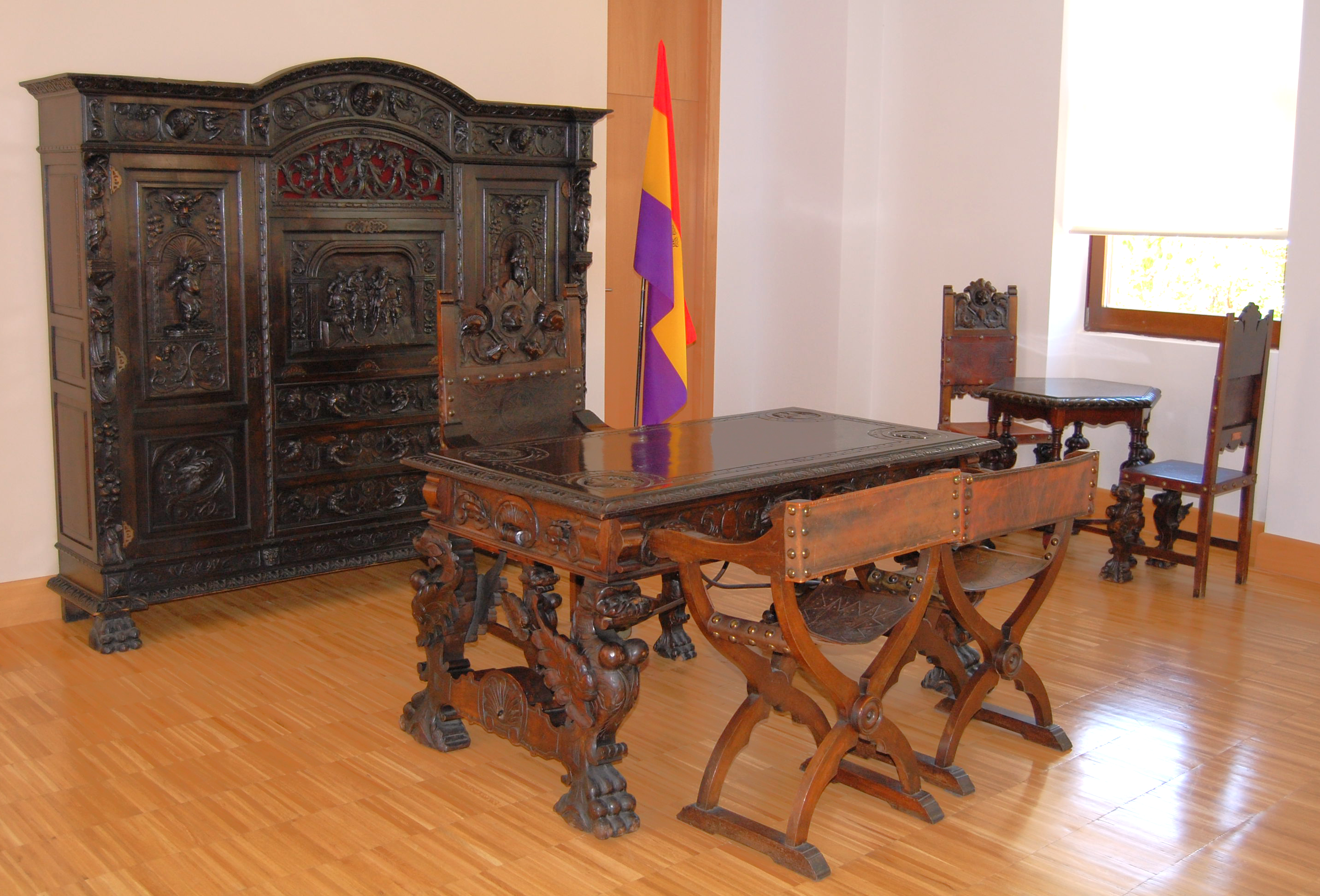
Despatx de Francisco Llarg Caballero, president del govern de la Segona República Espanyola entre setembre de 1936 i maig de 1937, conservat en els Arxius del Moviment Obrer.

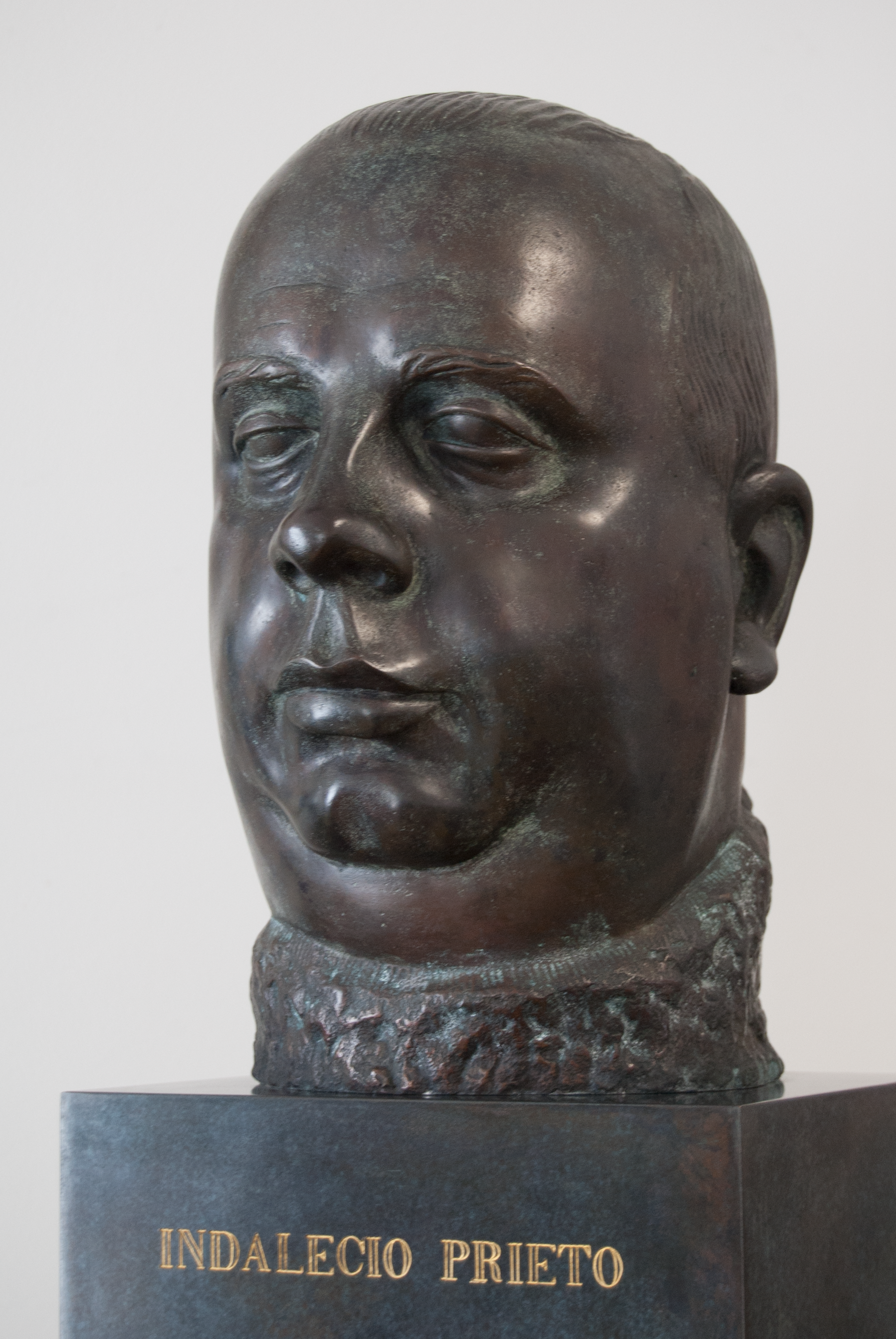
Bust de Indalecio Prieto (Juan Cristóbal, 1926).

L'any 2000 la Universitat d'Alcalá, propietària de l'edifici, va restaurar l'església i part de la planta baixa de l'antic Col·legi-convent de Trinitaris Calçats, per acollir la Biblioteca de la Fundació Pablo Iglesias; i entre 2007-2010 va escometre la restauració actual per rebre també a la Biblioteca de la Fundació Francisco Llarg Caballero i la de la Fundació Indalecio Prieto. Les obres van reforçar les estructures de l'immoble i van renovar totes les seves instal·lacions, per garantir la conservació del patrimoni documental que s'hi emmagatzema.
L'arxiu classifica la documentació, segons el seu origen, en sis grups de fons: sindicats, partits polítics, organitzacions humanitàries, cooperatives, fundacions i associacions, i arxius personals.
Els documents, fotografies, cartells i diaris d'aquests arxius, mantenen el patrimoni i els fons bibliogràfics essencials per a l'estudi i fer valdre la història política i social contemporània d'Espanya. I són claus per al coneixement de les organitzacions que les regenten: el Partit Socialista Obrer Español i la Unió General de Treballadors.
- La Fundació Pablo Iglesias, creada el 1926, disposa d'un arxiu amb més de dos milions de documents de la història del PSOE, la UGT i les Joventuts Socialistes d'Espanya, a més d'altres organitzacions com la Unió Sindical Obrera, Comissions Obreres, les Joventuts Socialistes Unificades o la Lliga Comunista Revolucionària i de nombrosos personatges, tant socialistes com d'altres ideologies polítiques. La seva biblioteca compta amb 72.000 volums, 360.000 fotografies o diapositives, 9.000 cartells i la seva hemeroteca amb 8.850 títols de publicacions periòdiques, destacant les pertanyents a les organitzacions socialistes, comunistes i anarquistes espanyoles. L'identificador de l'arxiu és: ES. 28005. AFPI[2][3]
- La Fundació Francisco Llarg Caballero, constituïda el 1978, correspon a fons de sindicats, de partits polítics, d'organitzacions humanitàries, de cooperatives, de fundacions i d'arxius personals. Consta de prop de mig milió de documents, generats al llarg de tot el segle xx, fonamentalment de l'exili, la clandestinitat i la Transició espanyola. Compta amb el fons documental, biblioteca amb 24.073 monografies, hemeroteca amb 2.907 títols, arxiu amb 21.815 fotografies i 1.525 cartells, i el fons sonor i audiovisual amb 209 i 315 registres, respectivament. L'identificador de l'arxiu és: ES. 28005. AFFLC[4][5][6][7]
- La Fundació Indalecio Prieto, establerta el 1987, es va iniciar amb tres fons arxivístics, els de Concha Prieto (filla de Indalecio Prieto), Víctor Salazar i Rodolfo Llopis (secretari general del PSOE a l'exili). Els dos primers corresponen a l'arxiu personal i polític d'Indalecio Prieto, i el tercer a l'arxiu polític del PSOE a l'exili. Als quals posteriorment, s'han sumat altres fons mitjançant llegat o donació de personalitats destacades. L'identificador de l'arxiu és: ES. 28005. AFCIP[8][9]

## Edifici
La seu dels Arxius del Moviment Obrer se situa en el número 7 del carrer Colegios d'Alcalá de Henares (Comunitat de Madrid). L'edifici es va construir entre 1612 i 1621 per al Col·legi-convent de Trinitaris Calçats, col·legi menor adscrit a la Universitat d'Alcalá. I des de la seva desamortització el 1835, ha sofert diverses remodelacions pels diferents usos que ha tingut (caserna i asil d'ancians).
L'edifici de dues plantes fou construït en maó, amb pòrtic en granit. Disposa de dos patis, el principal correspon a l'antic claustre amb arqueries d'arcs rebaixats. L'antiga capella, situada a l'oest, s'ha rehabilitat com a biblioteca; té planta de saló i la cobreix una volta de canó amb arcs faixons que es continuaren amb les pilastres; el seu fals creuer es remata amb una volta de quatre cares. Les seves vidrieres són obra de Carlos Muñoz de Pablos. La crugia meridional és paral·lela al carrer Col·legis, però en estar girada respecte al claustre, i forma un segon pati en tascó. Durant els segles xix i xx se li van afegir altres edificacions secundàries. L'antiga horta, situada al nord, es va reconvertir en jardí. La seva última restauració és de l'any 2010, per a condicionament com a arxiu i biblioteca, va merèixer el Premi Ciutat d'Alcalá a l'arquitecte José Luis de la Quintana Gordon en 2011 en la seva modalitat d'arquitectura.
En la seva primera planta se situen els despatxos de treball, la sala de classificació, descripció i expurgació, i la sala de consulta. A la planta baixa i en un edifici annex es troben els dipòsits.

## Exposicions
Commemorant el "Dia de la Biblioteca", el 24 d'octubre, s'ensenya al públic una mostra representativa dels tresors bibliogràfics que conserven les fundacions participants, amb l'objectiu de mostrar els seus fons, la seva història i les seves instal·lacions. Compta amb la col·laboració del Seminari Interdisciplinari d'Estudis sobre Cultura Escrita (SIECE), el Grup de Recerca Lectura, Escriptura i Alfabetització (LLEGEIXI) de la Universitat d'Alcalá, i amb la Xarxa d'Arxius i Investigadors de l'Escriptura Popular (RedAIEP).
| Any  | Títol                                                                     | Inici      | Fi         |
| ---- | ------------------------------------------------------------------------- | ---------- | ---------- |
| 2015 | Documents representatius de les tres Fundacions                           | 21/10/2015 | 26/10/2015 |
| 2016 | Diccionaris i enciclopèdies                                               | 24/10/2016 | 21/10/2016 |
| 2017 | Primeres edicions d'El Capital i estudis sobre el Marxisme                | 23/10/2017 | 27/10/2017 |
| 2018 | 40 aniversari de la Constitució de 1978 i altres constitucions espanyoles | 23/10/2018 | 09/11/2018 |
| 2019 | Llibres desterrats: els editors de l'exili republicà de 1939 a Amèrica    | 24/10/2019 | 22/11/2019 |
| 2020 | En record de Julián Besteiro (1870-1940)                                  | 23/10/2020 | 06/11/2020 |

## Reconeixement
- 2016: Premio Ciutat d'Alcalá en la seva modalitat de patrimoni mundial. "El premi ha estat concedit per la seva gran contribució al manteniment del patrimoni i dels fons bibliogràfics, essencials per a l'estudi i per fer valdre la història de l'Espanya contemporània. A més, han col·laborat en el desenvolupament de la ciutat, tan cultural com acadèmicament, produint sinergies entre les institucions".[18]